# Canon EOS M6
Die Canon EOS M6 ist eine spiegellose Systemkamera des japanischen Herstellers Canon. Sie ist im April 2017 auf den Markt gekommen, technischer Support besteht bis März 2027. Sie wurde zusammen mit dem elektronischen Sucher EVF-DC2 vorgestellt. Ihr Nachfolger (seit September 2019) ist die Canon EOS M6 Mark II.

## Technische Merkmale
Die Kamera hat keinen Sucher und funktioniert im Live-View-Modus. Ein optional erhältlicher elektronischer Sucher (EVF-DC1 oder EVF-DC2) kann aufgesteckt werden. Der Bildsensor hat das APS-C-Format und verfügt über eine Auflösung von 24,2 Megapixel. Videos können in Full-HD-Auflösung bei 60 Vollbildern pro Sekunde aufgenommen werden. Die Kamera besitzt einen 5-Achsen-Bildstabilisator. Sie kann sieben Bilder pro Sekunde mit Autofokus und bis zu neun Bilder pro Sekunde ohne Autofokus aufnehmen.